# Elemosina di san Benedetto
L'Elemosina di san Benedetto è un dipinto a tempera su tavola realizzato da Ambrogio da Fossano, detto il Bergognone, conservato alla pinacoteca del Castello Sforzesco di Milano. La tavola fa parte del ciclo Storie di san Benedetto, di cui alcune parti sono conservate nel museo di Nantes.

## Storia
Il dipinto raffigura una scena della vita di san Benedetto, ed è un frammento che, con altri due lavori conservati nel museo des Beauz-Artes di Nantes, faceva parte della predella di un grande dipinto posto sul quarto altare della navata sinistra della certosa di Pavia, poi conservato nel museo della Certosa. Le dimensioni delle due tavole conservate a Nantes confermerebbero che questa tavola è parte integrante della medesima predella
L'opera fu citata da padre Matteo Valerio come tavola dipinta nel 1490 dal Bergognone, come indicato nelle "Le 'memorie' della Certosa di Pavia in "Annali della Scuola Normale Superiore" di Pisa di R. Battaglia. Le ulteriori due tavola raffigurano: La preghiera di san Benedetto e la partenza per Subiaco, e La tentazione di san Benedetto e la penitenza. La doppia raffigurazione presente nelle due tavole a Nantes confermerebbe che questa raffigurante l'elemosina sia un frammento di cui una parte di minor misura sia andato perduto. Probabilmente tutta la predella con la grande pala raffigurante San Benedetto in trono sono state smantellate con la grande ricostruzione dell'altare nel 1641. Il nuovo altare non era più dedicato al santo da Norcia ma a san Giuseppe e ai re Magi.
Il dipinto fu acquistato da A. G. Bianchi nel 1914 per le Civiche Raccolte d'Arte a L. 3500, come indicato sul cartellino che è ancora conservato sul retro della tavola. Nel 1954 fu oggetto di restauro da parte di Mauro Pellicioli.

## Descrizione e stile
La grande pala raffigurante San Benedetto in trono raffigura il santo con impianto solenne, contrariamente la predetta ha una raffigurazione molto narrativa, ottenuta grazie al buon accordo tra i colori e alla composizione molto armonica, tanto da far considerare di livello inferiore la pala d'altare rispetto alla predetta stessa indicando anche un miglioramento stilistico da parte dell'artista rispetto alle Storie dei sant'Ambrogio conservate a Torino nella Galleria Sabauda. Il miglioramento stilistico non aveva però superato la capacità di raffigurare il movimento delle gambe essendoci ancora incertezza nella resa delle gambe del mendicante, e la raffigurazione del bambino risulta essere piuttosto goffa, a confermare che questa è un'opera giovanile.